# Ad-Dabba
Koordinaten: 18° 3′ N, 30° 56′ O
Ad-Dabba (arabisch الدبة, DMG ad-Dabba) oder Ed Debba (auch Al Dabbah) ist ein Ort im sudanesischen Bundesstaat asch-Schamaliyya. Der Ort liegt am südwestlichen Nilbogen nahe der Mündung des Wadi el-Melek und hat einen Flugplatz.